# سخن نوشیدن

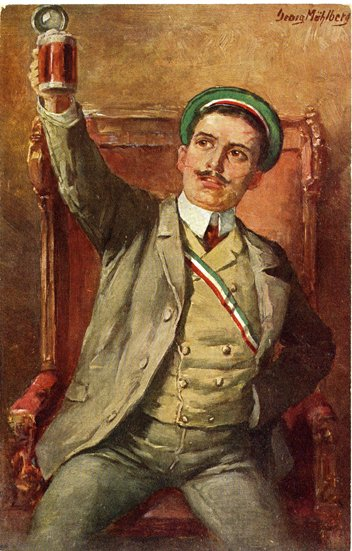
جورج ملاحبرگ: "A Prosit" (درگذشته ۱۹۰۰)، هنگام سلامتی زدن در میخانه

سخن نوشیدن یا بسلامتی گفتن به صورت گفتار یا به حرکت به صورت جمعی، قبل یا هنگام نوشیدنی‌های الکلی ادا می‌شود. ریشه‌های آن را می‌توان به ادیان باستانی نسبت داد: نوشیدن شراب از سوی کشیش نمادی برای نمایش آسمان بود، بالا بردن جام و یک مرتبط کلمه برکت نیز اشاره شده‌است. اولین دادرسی‌ها به افتخار خدایان برگزار می‌شد. اشکال گوناگون آن نان سخن نوشیدن و سلامتی زدن گفتن است.

## همگانی

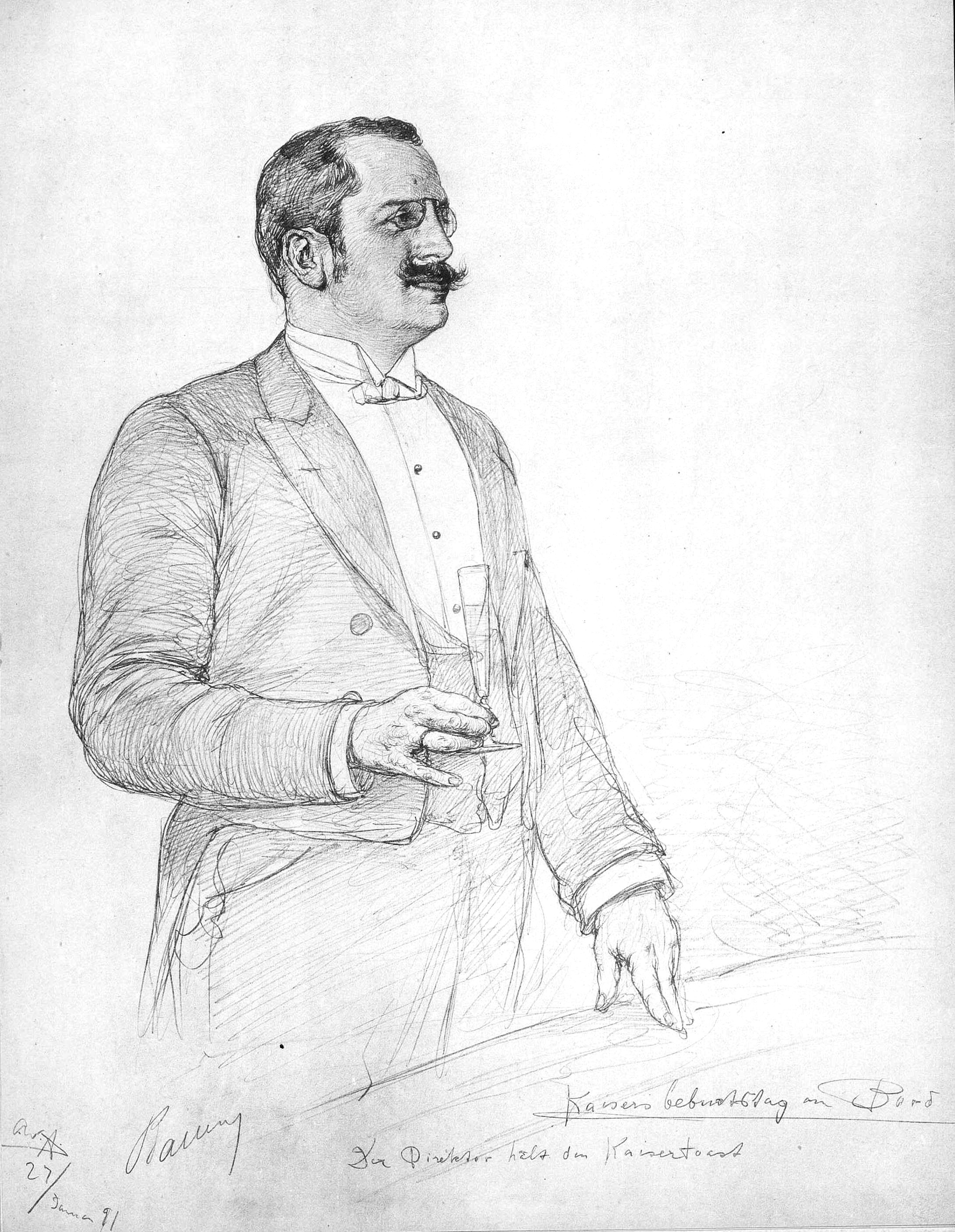
آلبرت بالین در حین سلامتی زدن به افتخار امپراتور آلمان

«سخن نوشیدن» یا همان بسلامتی زدن از چند طریق قابل ارائه است. آنها در محدوده تک گویی گفت از خود به خودی، از یک سخنرانی کسل کننده در تغزلی نثر تا از طریق یک شعر در برخی جوامع می‌تواند متفاوت باشد. برخی از کلام نوشیدن‌ها در قالب بعضی از مناسک وجود دارد که به منظور تحریک همه اعضای گروه حاضر برای دنبال کردن یا پیوستن به آنها در نظر گرفته شده‌است.
نوع و محتوای کلام نوشیدن یا بسلامتی گفتن بستگی به سوابق فرهنگی، مناسبت برگزاری جلسه و میزان آشنایی افراد عضو گروه دارد. نوع نوشیدنی‌های سرو شده قابل توجه است. در تجمعات بزرگتر، یا میزهای دور دست، گاهی به یک نفر بعنوان فرمانده دستور داده می‌شد کلام نوشیدن که در قالب یک شعر یا سخنرانی است را تکرار کند. امروزه در بعضی از فرهنگها حتی در جلسات بزرگتر مجلس گردان بآلمانی: Tischmeister متعلق به خود است که در درجه اول مسئول «سخن نوشیدن» گفتن هستند.

## گونه‌ها

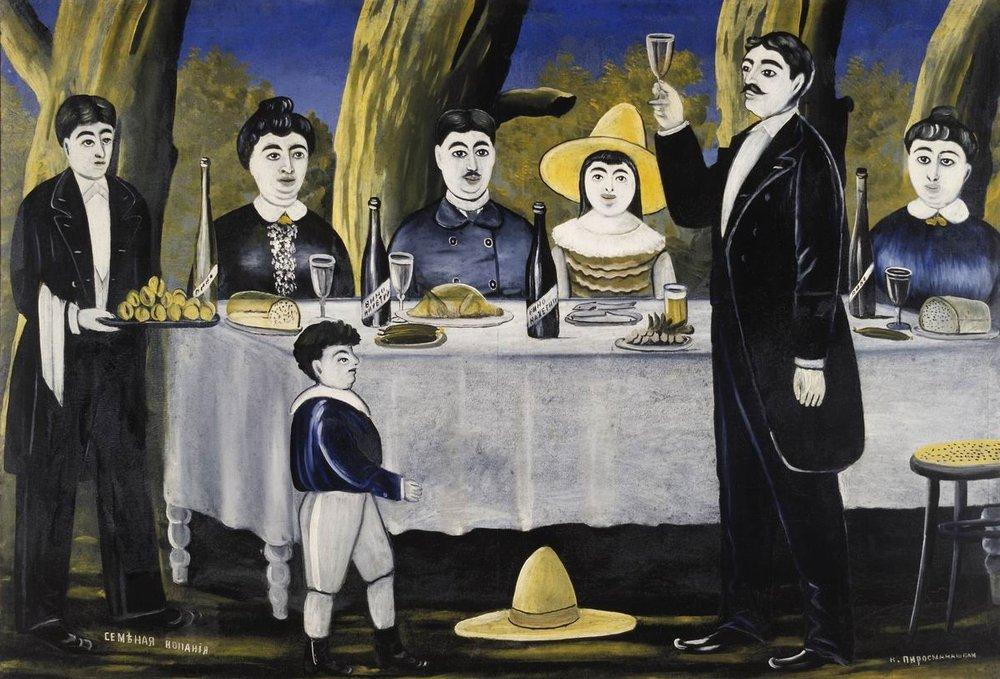
نیکو پیروسمانی: سلامتی زدن در مهمانی خانواده. حدود سال ۱۹۰۰

### در گفتار
گفتار آزادانه یا بعبارتی بدون آرای سخن یا واژهٔ مشخصی احتمالاً قدیمی‌ترین نوع «سخن نوشیدن» بوده‌است. به خصوص اینکه هر فرهنگی آیین‌های خاص خود را دارد. اصولاً هر کلام نوشیدنی رسمی برابر است با تقدیر، تشکر و ادب از میهمانان، میزبان یا هر شخص دیگری.
البته طول مدت «سخن نوشیدنی» به‌طور رسمی نامحدود است. گاهی اوقات سخن نوشیدنی های نوشته می‌شود که چندین صفحه را پر می‌کند!

### «سخن نوشیدن» عاشقانه
سخن نوشیدن در شعر به یاد ماندنی‌ترین و احتمالاً شناخته شده‌ترین آنهاست. در آلمان، آنها از قرون وسطی به شکل قافیه‌های کبدی شناخته شده‌اند. ظاهراً آنها تا قرن ۱۹ رواج داشته‌اند که بمرور منسوخ شده و فقط مربوط به رسم نان تست انگلیس در آلمان است.
نمونه ای از سخن نوشیدن بزبان آلمانی
Es leben die Poeten!

Die erhabenen begrabenen

Und die strebenden lebenden,
sinnig waltenden,

innig entfaltenden,

minnig gestaltenden,
klangentzückten entzückenden,

sangbeglückten beglückenden,
bei Erlebnissen,

bei Begebnissen,

bei Begräbnissen,

bei Hoch-

und bei noch

andern Zeiten

und Gelegenheiten —
Es leben alle Poeten auf Erden,

Die's heute schon sind oder morgen noch werden!
 «سخن نوشیدن» ارائه شده به همراه گروه، بیشتر به صورت متن ترانه، اغلب شبیه یک تشریفات در ساختارهای گروه تلفیقی است. بسلامتی زدن یا سخ نوشیدنی گاهی اوقات با حرکات مطابق یا بیان صورت تکمیل می‌شود.

## نمونه‌ها در زبان آلمانی
- „Prosit!“ oder „Prost!“
- „Wohl bekomm's!“
- „Zum Wohl(e)!“
- „Hoch die Gläser!“
- „Auf uns wohl und niemand Übel!“ (لاتین: „Nobis bene, nemini male. “)

## پیوند وب‌ها
- Helga Kotthoff: Toasts as Interit Rituals , PDF 105 کیلوبایت